# Alvise IV Mocenigo
Alvise IV Mocenigo (Venezia, 19 maggio 1701 – Venezia, 31 dicembre 1778) fu il 118º doge della Repubblica di Venezia dal 19 aprile 1763 fino alla sua morte. Fu il settimo ed ultimo doge della casata dei Mocenigo.

## Biografia

### Infanzia
Nacque, ultimogenito, da Alvise Mocenigo (detto "Marcantonio"), del ramo residente a San Stae, e da Paolina di Pietro Badoer: poiché per tradizione tutti i membri maschi della famiglia portavano il nome di Alvise, per distinguerlo dai numerosi fratelli fu soprannominato "Giovanni".

### Carriera politica
Pur avendo estratto la "balla d'oro" a diciotto anni per l'entrata anticipata in politica, ebbe la prima carica solo nel 1726, quando divenne savio agli Ordini.  Il 10 marzo 1729, grazie alle notevoli capacità oratorie e alle cospicue ricchezze, veniva eletto ambasciatore in Francia: ivi soggiornò per i successivi quattro anni. Al ritorno a Venezia fu incaricato di portare alcune reliquie appartenenti al santo doge Pietro Orseolo ed ottenne la decorazione delle insegne di cavaliere.
Il 12 dicembre 1733, accettò la nomina a un’altra ambasceria, presso papa Clemente XII: nell'aprile dell'anno seguente si recò a Roma, dove rimase tre anni, fino all'aprile del 1737. Mentre ancora si trovava a Roma ricevette la notizia della sua nomina a Procuratore de citra di San Marco, avvenuta il 17 giugno 1736. Di ritorno a Venezia ricoprì brevemente la carica di Savio del Consiglio ma dovette dimettersi per svolgere il ruolo di ambasciatore straordinario presso Carlo di Borbone a Napoli presso la quale soggiornò dal 2 marzo al 28 ottobre 1738.
Il 5 ottobre di quell’anno sposò Pisana Corner di Ferigo del procuratore Girolamo. Furono nozze sontuose, entrambe le famiglie erano tra le più ricche di Venezia. La coppia ebbe sei figli maschi, tutti battezzati con il nome di Alvise.
Dal 1739 al 1763 fu ininterrottamente Savio del Consiglio per il primo semestre dell’anno e nei restanti mesi ricoprì innumerevoli magistrature, anche per più mandati: fu Provveditore alle biave, Savio alle acque, Aggiunto alla provvision del Danaro, Consigliere ducale per il sestiere di Santa Croce, Riformatore dello Studio di Padova e responsabile alla Libreria Marciana.
Lasciò Venezia solo il 24 novembre 1759 quando si recò a Napoli in occasione dell'ascesa al trono di Ferdinando IV di Borbone ove rimase tra il 31 marzo 1760 ed il 4 novembre dello stesso anno; durante il viaggio di ritorno fece un prolungato soggiorno a Roma allo scopo di indagare su possibili risvolti segreti del trattato di alleanza concluso tra le corti di Napoli, Madrid e Vienna.

### Dogato
Giunse alla carica di Doge il 19 aprile 1763, unico concorrente, con 40 voti su 41 in un periodo in cui era ormai evidente il declino della Repubblica di Venezia, tagliata fuori dalla scena internazionale e chiusa in un'immobile neutralità.
Per ricordare i festeggiamenti della sua elezione il mercante Lodovico Furlanetto ordinò al Canaletto dodici disegni - che vennero poi trasferiti su lastre di rame da Giambattista Brustolon - raffiguranti le solennità dogali, che Francesco Guardi e altri artisti riproporranno in dipinti.
Seguendo l'esempio di Francia ed Inghilterra, negoziò accordi con gli stati barbareschi di Tripoli (1763), Tunisi (1764), Marocco (1765) e Algeri (1769) allo scopo di proteggere il naviglio commerciale veneziano dalle scorrerie dei pirati barbareschi, inviò legazioni commerciali in Danimarca e Russia allo scopo di aumentare gli scambi commerciali nel Baltico e nel Mar Nero ed infine istituì consolati a Lisbona e Cadice per promuovere gli scambi da e verso le Americhe.
Le iniziative garantirono un discreto recupero della marina mercantile: le unità salirono dalle circa settanta stimate nel 1763 fino alle oltre trecento agli inizi degli anni novanta, con un deciso aumento del tonnellaggio globale in transito per il porto lagunare.
Altrettanto importanti furono le cure riservate all'esercito ed alla marina veneziana con la creazione del corpo degli ingegneri militari e del corpo di artiglieria (1770-1771), l'istituzione della scuola navale (1777) e l'istituzione di una direzione tecnica e di un ispettorato tecnico presso l'Arsenale di Venezia.
Nel 1766, a seguito di ripetute violazioni degli accordi commerciali con gli stati barbareschi, dispose l'invio di una flotta alla volta di Tripoli sotto la guida dell'ammiraglio Jacopo Nani, il penultimo intervento della marineria veneziana prima delle imprese di Angelo Emo.
In politica interna offrì un significativo sostegno alle attività produttive agricole dei domini di terraferma mediante l’istituzione di una cattedra di agronomia allo Studio di Padova, la creazione della Deputazione all’agricoltura, la promozione di accademie agrarie nei vari capoluoghi dello Stato e la concessione di premi ed incentivi in favore degli agricoltori più produttivi. Il 17 aprile 1771 fu istituita una cattedra specifica per il perfezionamento degli artigiani.
Se Foscarini fu del tutto ostile ai riformisti, Mocenigo tenne un atteggiamento più aperto: il 29 settembre 1763 fu richiamato dal confino l'insigne riformatore Angelo Querini e tra il 1765 ed il 1773 fu disposta la soppressione di 147 enti religiosi privi di autorizzazione, istituita una commissione per il censimento dei beni ecclesiastici e l'alienazione di quelli posseduti indebitamente ed esteso agli enti religiosi l'onere di versare la tassa di famiglia. Fu, infine, disposta la graduale soppressione degli ordini religiosi degli Agostiniani, Gerolomini, Minimi, Serviti e Gesuiti.
Gli ultimi anni del dogato furono caratterizzati da un aumento delle tensioni tra conservatori ed innovatori che miravano a garantire un maggior coinvolgimento dei patrizi più poveri e di quelli di terraferma. Lo scontro nacque a seguito della vicenda del patrizio Pietro Semitecolo, membro della Quarantia, brutalmente malmenato sulla pubblica via il 6 marzo 1774 per mano di un macellaio: dopo l'aggressione, il nobile si rivolse al Consiglio dei Dieci a sporgere denunzia ma il Consiglio si rifiutò sdegnosamente di prendere in carico il caso, provocando il furore dell'intero patriziato veneziano.
La vicenda, infatti, divenne il casus belli che indusse numerosi aristocratici riformisti, in primis Giorgio Pisani, a rivendicare un maggiore ruolo delle Quarantie rispetto al Senato proponendo, in particolare, il rinvio di un provvedimento dello stesso che prevedeva la nazionalizzazione del servizio di posta.
Il 26 marzo 1774 nacque un dibattito incentrato sulla necessità, sostenuta dai riformisti, di aumentare gli stipendi e le pensioni assegnate ai patrizi poveri ed una revisione degli statuti per restituire poteri e competenze al Maggior Consiglio attraverso la nomina della commissione di cinque Correttori alle leggi e ai Capitolari dei Consigli e Collegi.
Il 30 agosto le proposte furono approvate ma i conservatori, facendo blocco tra di loro, riuscirono ad eleggere quattro membri della commissione, limitando la portata della vittoria dei riformisti: fu previsto un aumento di stipendi e pensioni ed alcuni interventi per limitare il ruolo dei Savi a vantaggio del Senato, il 27 novembre 1774 fu promulgato il divieto del gioco d'azzardo ed il 19 maggio 1775 fu votata l'aggregazione al Maggior Consiglio di altre quaranta famiglie nobili di terraferma.
L'iniziativa fu un fallimento: su quaranta famiglie, appena undici accettarono di versare il donativo previsto e furono ammesse al Maggior Consiglio, fatto certamente indicativo della perdita di peso politico e prestigio del patriziato veneziano, soprattutto a fronte delle settantasei famiglie cooptate durante la Guerra di Candia, meno di un secolo prima.
A seguito della morte della prima moglie nel 1769, Mocenigo sposò, due anni dopo, Polissena Contarini Da Mula. Morì il 31 dicembre 1778 e fu sepolto nella basilica dei Santi Giovanni e Paolo.